# Cucullia santonici
Cucullia santonici är en fjärilsart som beskrevs av Jacob Hübner 1813. Cucullia santonici ingår i släktet Cucullia och familjen nattflyn. Inga underarter finns listade i Catalogue of Life.